# Región de Sava Central
La región de Zasavie (en esloveno Zasavje o Zasavska regija) es una de las doce regiones estadísticas en las que se subdivide Eslovenia. En diciembre de 2005, contaba con una población de 45.356 habitantes.
Se compone de los siguientes municipios:
- Hrastnik
- Trbovlje
- Zagorje ob Savi

- Datos: Q148188